# モーニング・イン・ザ・モーニング
『モーニング・イン・ザ・モーニング』（Mourning in the Morning）は、アメリカ合衆国のブルース・ミュージシャン、オーティス・ラッシュが1969年に発表したスタジオ・アルバム。

## 解説
ラッシュは1956年にコブラ・レコードからシングル・デビューを果たし、その後チェス、デュークからシングルを発表した後、ヴァンガードではコンピレーション・アルバム用の音源を提供したが、純粋な意味でのスタジオ・アルバムは、本作が初である。本作のレコーディングには、デュアン・オールマンらマッスルショールズのハウス・バンドが参加しており、収録曲「リープ・ホワット・ユー・ソウ」は、オールマンの没後に発売されたコンピレーション・アルバム『アンソロジーVOL. II』（1974年）にも収録された。
ポール・バターフィールドとの共作「リープ・ホワット・ユー・ソウ 」を含め半数以上の曲はプロデューサーのマイク・ブルームフィールドとニック・グラヴェナイティスが用意した新曲となっている。「マイ・ラヴ・ウィル・ネヴァー・ダイ」と「イット・テイクス・タイム」の2曲はコブラ時代のリメイク、「ギャンブラーズ・ブルース」はB.B.キング、「フィール・ソー・バッド」はチャック・ウィリスのカヴァー。「ベイビー、アイ・ラヴ・ユー」はアレサ・フランクリンのカヴァーだが、本作ではインストゥルメンタルとして取り上げられた。
ビル・ダールはオールミュージックにおいて5点満点中3点を付け「1969年のリリース当時は批評家に酷評されたが、オーティス・ラッシュがマッスルショールズを訪れた結果は、今の耳で聴けば、なかなか良い（ただし"My Old Lady"と"Me"は除く）」と評している。

## 収録曲
特記なき楽曲はマイク・ブルームフィールドとニック・グラヴェナイティスの共作。
1. ミー - "Me" - 2:57
2. ワーキング・マン - "Working Man" - 2:27
3. ユアー・キリング・マイ・ラヴ - "You're Killing My Love" - 3:02
4. フィール・ソー・バッド - "Feel So Bad" (Chuck Willis) - 3:41
5. ギャンブラーズ・ブルース - "Gambler's Blues" (B.B. King, Jules Taub) - 5:41
6. ベイビー、アイ・ラヴ・ユー - "Baby, I Love You" (Ronnie Shannon) - 3:07
7. マイ・オールド・レディ - "My Old Lady" - 2:12
8. マイ・ラヴ・ウィル・ネヴァー・ダイ - "My Love Will Never Die" (Otis Rush) - 4:32
9. リープ・ホワット・ユー・ソウ - "Reap What You Sow" (Mike Bloomfield, Nick Gravenites, Paul Butterfield) - 4:55
10. イット・テイクス・タイム - "It Takes Time" (O. Rush) - 3:27
11. キャント・ウェイト・ノー・ロンガー - "Can't Wait No Longer" - 3:36

## 参加ミュージシャン
- オーティス・ラッシュ - ボーカル、ギター
- デュアン・オールマン - ギター
- ジミー・ジョンソン - ギター
- バリー・ベケット - キーボード
- マーク・ナフタリン（英語版） - キーボード
- ジェリー・ジェモット - ベース
- ロジャー・ホーキンス - ドラムス
- ジーン・ミラー - トランペット
- アーロン・ヴァーネル、ジョー・アーノルド - テナー・サクソフォーン
- ロナルド・イーズ - バリトン・サクソフォーン